# 2-C-Méthylérythritol-4-phosphate
Le 2-C-méthylérythritol-4-phosphate (MEP) est un intermédiaire de la voie du méthylérythritol phosphate (voie « non mévalonique ») de biosynthèse des isoprénoïdes.